# Paraxenylla arenosa
Paraxenylla arenosa är en urinsektsart som först beskrevs av Uchida och Tamura 1967.  Paraxenylla arenosa ingår i släktet Paraxenylla och familjen Hypogastruridae. Inga underarter finns listade i Catalogue of Life.